# Djibril Zidnaba
Ben Amed Djibril Zidnaba (Ouagadougou, 20 febbraio 1994) è un calciatore burkinabé, centrocampista dell'Esperança Lagos.

## Caratteristiche tecniche
È un mediano che può essere schierato anche al centro della difesa.